# Reestraat
De Reestraat is een relatief korte straat in Amsterdam-Centrum. Het maakt deel uit van het winkelgebied De 9 Straatjes.

## Geschiedenis en ligging
De straat is al eeuwenoud en draagt ook al eeuwen deze naam. Ze is vernoemd naar de hertensoort ree. Voordat Amsterdam naar dit gebied uitbreidde vond hier handel in dierenhuiden plaats, zoals ook terug te vinden is in de naam Hartenstraat (vernoemd naar herten) waarvan ze het verlengde is. De straat komt voor op de stadsplattegrond van Balthasar Florisz. van Berckenrode uit 1625, al heet ze dan Rhee Straet. Ook andere steden en dorpen kennen een Reestraat; Nijmegen kent in die groep ook een combinatie Ree- en Hertstraat.
De straat ligt tussen de Keizersgracht en Prinsengracht en derhalve tussen twee bruggen, de Kees Fensbrug (brug 49 over Keizersgracht) en Reesluis (brug 64 over Prinsengracht).
Er is geen kunst in de openbare ruimte te vinden, behoudens enkele gevelstenen en een plaquette.

### Bekende bewoners
- De Surinaamse schrijver Anton de Kom woonde in de jaren-1920 op nr. 6.
- Joop Geesink begon in maart 1942 op nr. 15 zijn poppenmakerij.
- zwemster Rie Beisenherz werd geboren op nummer 22
- journalist Ischa Meijer woonde op nummer 28; in de gevel is een plaquette aangebracht.

## Gebouwen
De huisnummers lopen aan de oneven kant op van 1 tot en met 27; aan de even kant begint het officieel met huisnummer 8. In de gevels zijn echter wel de huisnummers 2, 4 en 6 te lezen, maar zij zijn min of meer in een complex gevat met Keizersgracht 236; een gebouw met een klassiek uiterlijk, maar dat uit 1958 stamt. Het complex stond midden jaren vijftig in de steunberen tegen instorten, werd gesloopt en zoveel mogelijk in authentieke vorm herbouwd. Bijna alle gebouwen, waaronder deze genoemde, zijn gemeentelijk monument dan wel rijksmonument.

### Gebouwen aan de noordzijde
| Object       | Bouwperiode | Monumentenstatus      | Omschrijving | Afbeelding |
| ------------ | ----------- | --------------------- | --- | ---------- |
| Reestraat 2  | 1958        | rijksmonument 4805    | Hoekhuis met klokgevel; bijzonder is dat de klokgevel aan de Reestraat is gesitueerd; het adres is aan de Keizersgracht 236                                                                              |            |
| Reestraat 4  | 1958        | rijksmonument 4806    | Gebouw met gevel onder rechte lijst |            |
| Reestraat 6  | 1958        | rijksmonument 4807    | Gebouw met gevel onder rollagentop |            |
| Reestraat 8  |             | rijksmonument 4808    | Gebouw met klokgevel |            |
| Reestraat 10 | 18e eeuw    | rijksmonument 4809    | Gebouw, wegens de 18e-eeuwse aanzetkrullen van de klokvormige top |            |
| Reestraat 12 | 18e eeuw    | rijksmonument 4810    | Huis, vanwege de zandstenen afdekkingen van de klokvormige top (hoogste gebouw op de foto) |            |
| Reestraat 14 | 1910        | gemeentelijk monument | Gebouw ontworpen door bouwkundige J.D. Bronkhorst, die ook optrad als makelaar; aldus in de gevel leesbaar. Origineel gebouwd voor handel in tabak en sigaren. Heeft afwijkend tegelwerk in de portieken |            |
| Reestraat 16 | 18e eeuw    | rijksmonument 4811    | Gebouw met klokgevel |            |
| Reestraat 18 | 19e eeuw    | rijksmonument 4812    | Gebouw met gevel onder rechte lijst |            |
| Reestraat 20 |             | geen                  | Gebouw met tegelwerk in portiek; jarenlang in gebruik als vestiging van kaarsenhandel en poppendokter |            |
| Reestraat 22 |             | geen                  | |            |
| Reestraat 24 |             | geen                  | |            |
| Reestraat 26 |             | rijksmonument 4813    | Gebouw, met 18e-eeuwse zandstenen afdekkingen van de klokvormige top |            |
| Reestraat 28 | 18e eeuw    | rijksmonument 4814    | Gebouw met halsgevel |            |
| Reestraat 30 |             | rijksmonument 4815    | Groep beneden- en bovenhuizen onder dwars dak (18e eeuw); bijzondere kleuring geveldelen |            |

### Gebouwen aan de zuidzijde
| Object | Bouwperiode  | Monumentenstatus   | Omschrijving | Afbeelding |
| --- | ------------ | ------------------ | --- | ---------- |
| Reestraat 1 |              |                    | Linker pand van foto |            |
| Reestraat 3 |              |                    | Rechter pand van foto |            |
| Reestraat 5 | 1741         | rijksmonument 4799 | Gebouw met halsgevel |            |
| Reestraat 7 | 18e/19e eeuw | rijksmonument 4800 | Pand met klokgevel met erkervormige uitstalkasten en snijraam in de winkelpui. In de gevel is sinds 1982 een gevelsteen (41,5 bij 60,5 cm) zichtbaar, gemaakt door Hans 't Mannetje; hij verwerkte in de gevelsteen een tekenhaak, die deels buiten het kader valt. Het is een eerbetoon van architectenbureau Rappange aan hun tekenaar J. van Druten; zijn beroep en monogram staan onder de tekenhaak (J; door de stam van de J een vinkje voor V; stam wordt tevens gebruik als de rechte lijn binnen D). |            |
| Reestraat 9 |              |                    | |            |
| Reestraat 11 |              | rijksmonument 4801 | Gebouw D’Oude Ploeg, gebouw met gevel onder rechte lijst met consoles, opschrift en jaartal (1786); gebouw met de witte ondergevel |            |
| Reestraat 13 |              | rijksmonument 4802 | Gebouw met gevel onder rechte lijst uit eerste helft 19e eeuw; bijzonder houtsnijwerk ondergevel |            |
| Reestraat 15 |              | geen               | |            |
| huis van het kuipers- en wijnverlatersgilde Reestraat 17\|\| \|\| geen\|\| Gebouw met timpaan op ondergevel \|\| |              |                    | |            |
| Reestraat 19 |              | rijksmonument 4803 | Gebouw met klokgevel met gevelsteen. Gevelsteen in de vorm van een reliëf inclusief voluten laat een man met spade in de grond zien binnen een rococoomlijsting en tekstblok met Niet Sonder Arbeid 1772 |            |
| Reestraat 21 |              | geen               | |            |
| Reestraat 23 |              | rijksmonument 4804 | Pand met gevel onder rechte lijst met consoles, vermoedelijk eerste helft 19e eeuw |            |
| Reestraat 25 |              | geen               | Gebouw met drie beeldjes in ondergevel |            |
| Reestraat 27 |              | geen               | |            |
| Reestraat 29 Prinsengracht 341                                                                                   |              | geen               | |            |

## Afbeeldingen gevelstenen etc.

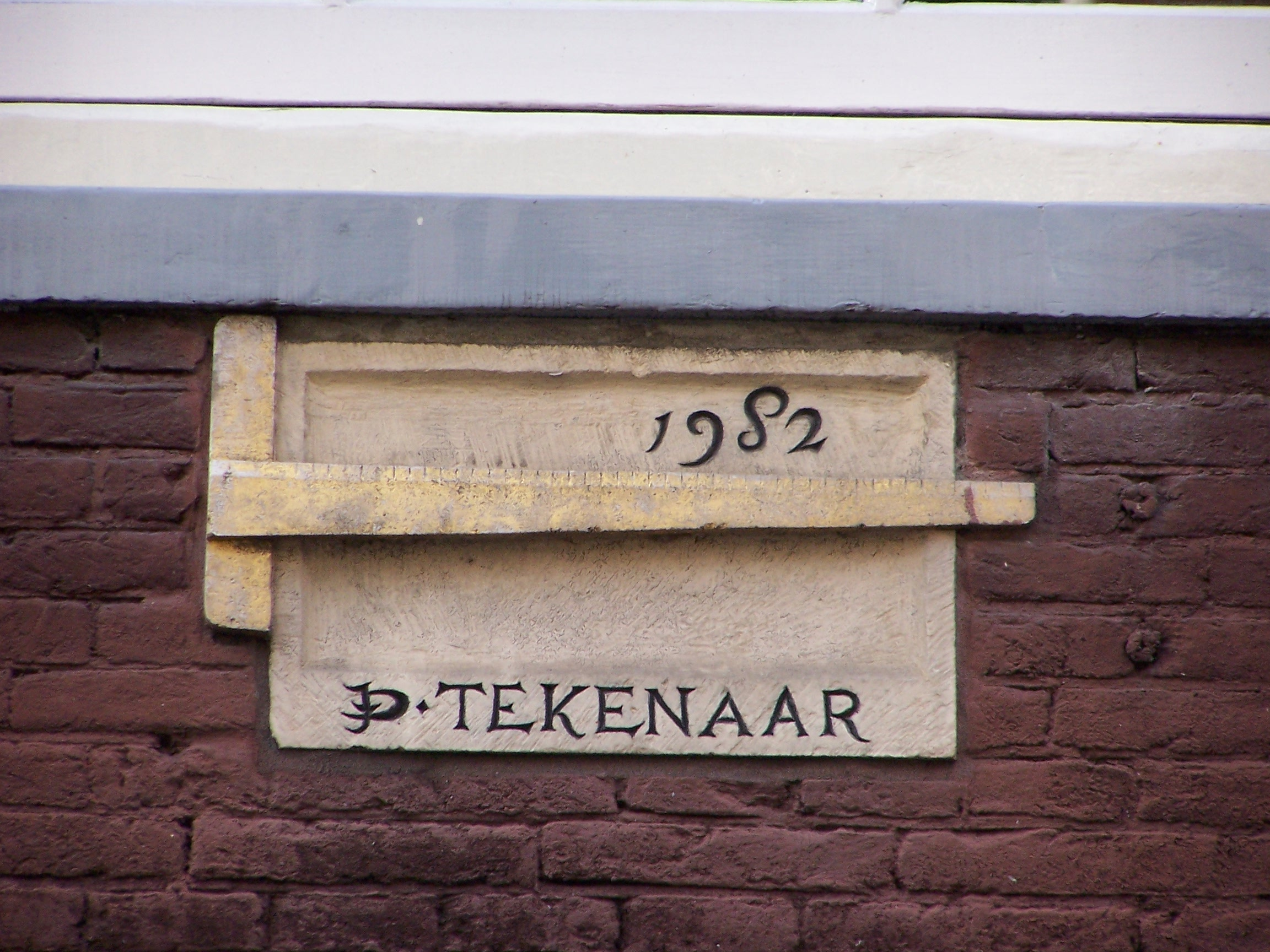
Jan van Druten door Hans ‘t Mannetje op huis 7 (mei 2020)
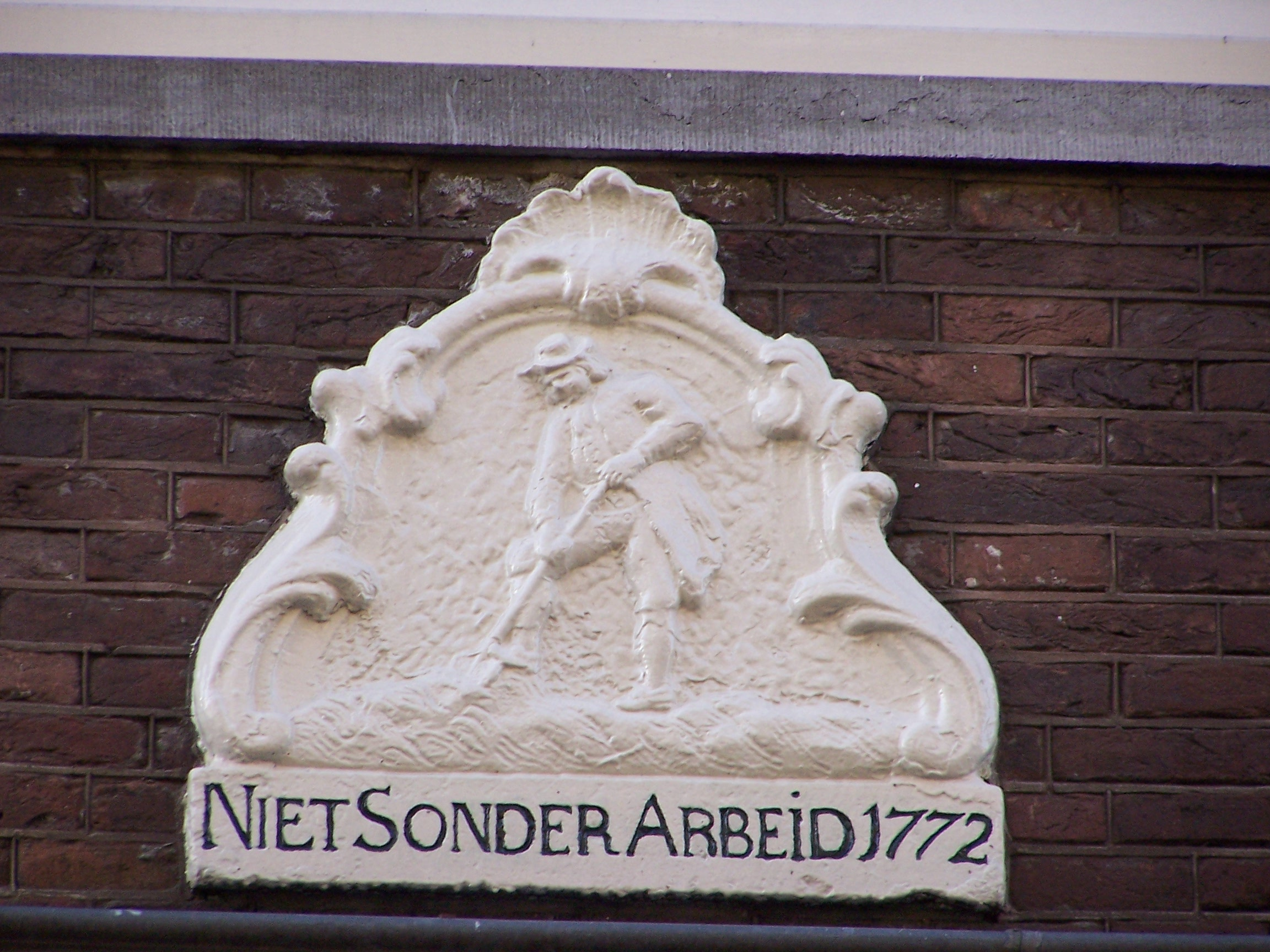
Niet Sonder Arbeid op huis 19 (september 2011)
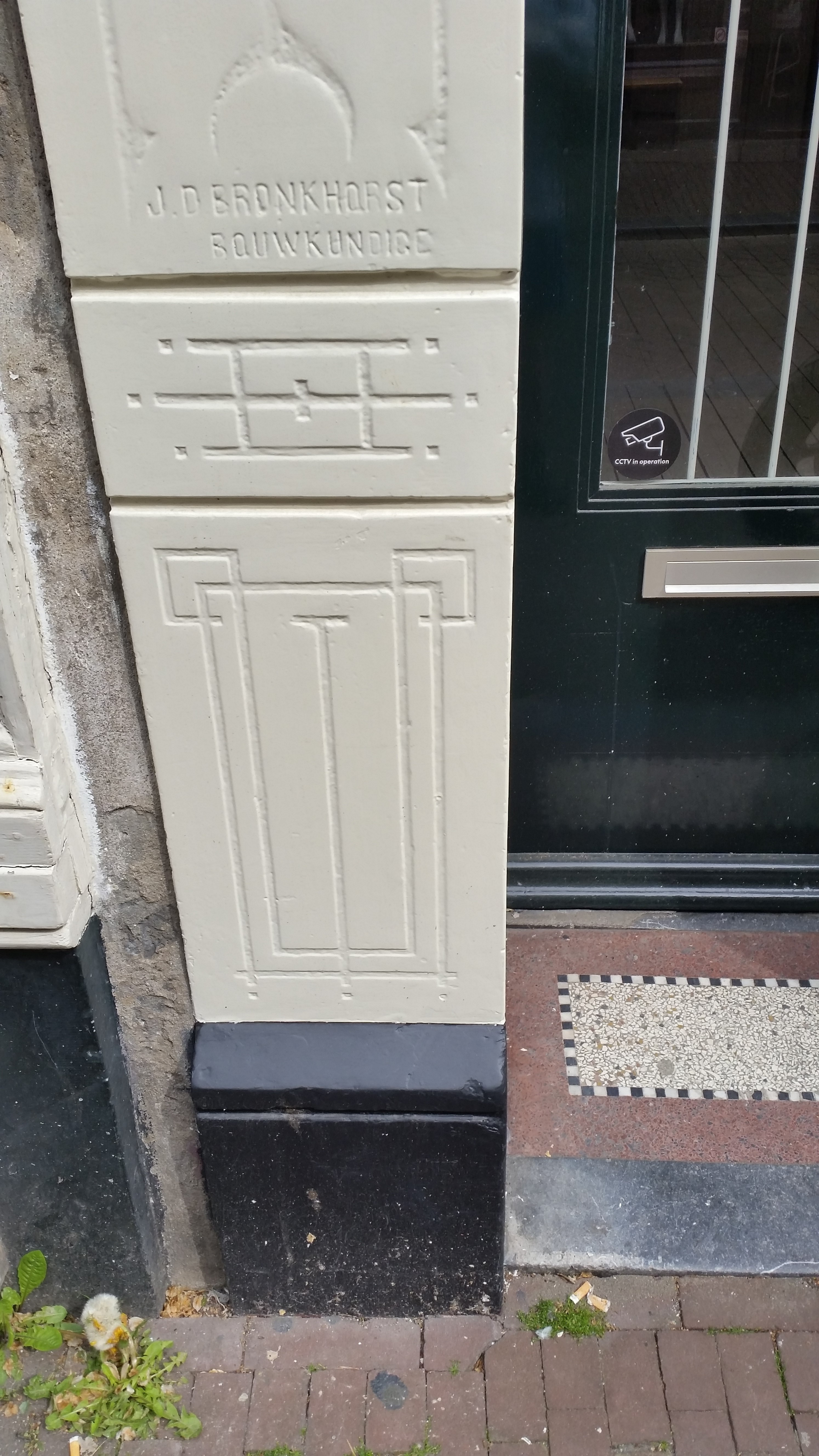
J.D. Bronkhorst op huis 15 (mei 2020)
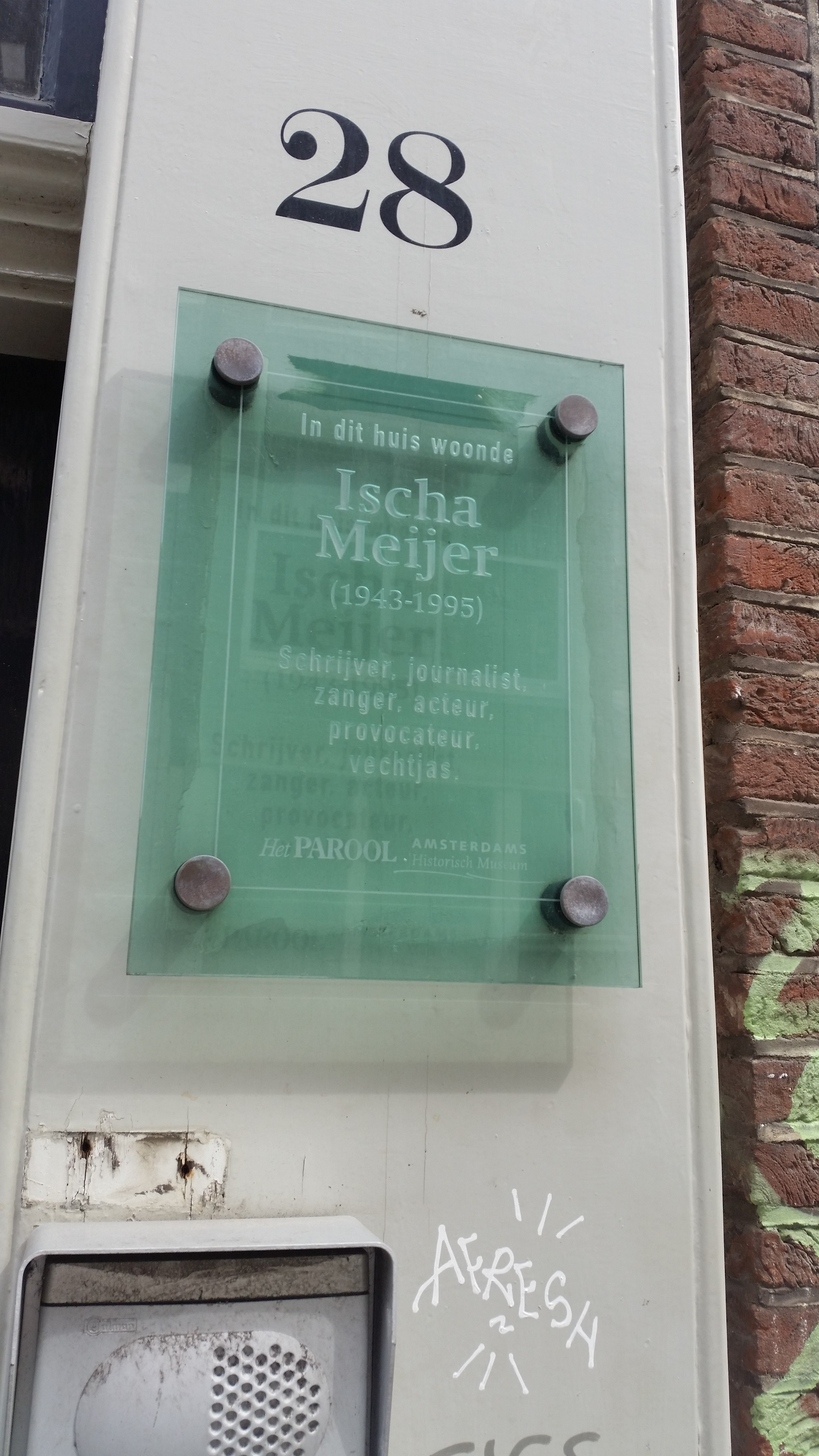
Ischa Meijer op huis 28 (mei 2020)